# Xanthinurie
 Mise en garde médicale
La xanthine est un produit du métabolisme de la dégradation des purines et est convertie en acide urique par l'action d'une enzyme, la xanthine oxydase. L'absence ou la quantité insuffisante de xanthine oxydase chez certaines personnes, empêche la xanthine d'être convertie en acide urique. Cette maladie génétique rare est appelée xanthinurie. Les personnes atteintes de cette maladie ont dans leur sang et leur urine des concentrations de xanthine supérieures à la normale, ce qui peut entraîner des problèmes de santé telle une insuffisance rénale.

## Diagnostic
Les concentrations élevées de xanthine dans les urines favorisent la survenue de cristaux de xanthine et la formation de lithiase rénale. Ces lithiases sont à l'origine de véritables coliques néphrétiques. On ne voit pas le calcul de xanthine à la radiographie de l'abdomen.
L'étude macroscopique d'un calcul le montre brun-jaune, lisse et mou.

## Traitement
Il n'existe pas de traitement spécifique mais il est conseillé aux patients d'éviter les aliments riches en purines et de boire de l'eau en quantité suffisante.